# Revolutionen i Siam

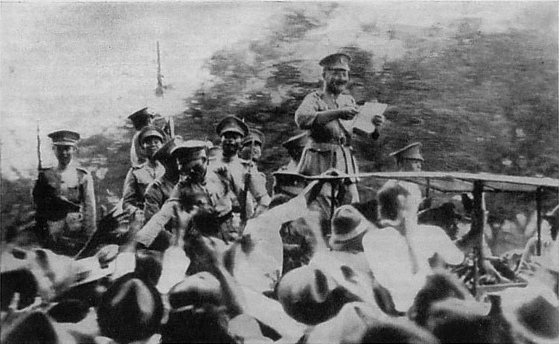
Revolutionen i Siam

Revolutionen i Siam 1932 (Thai: การปฏิวัติสยาม พ.ศ. 2475 eller การเปลี่ยนแปลงการปกครองสยาม พ.ศ. 2475) var en oblodig statskupp eller en militärkupp iscensatt i Thailand av Khana Ratsadon-partiet den 24 juni 1932. Den avslutade Thailands absoluta monarki och införde ett parlamentariskt styre under en konstitutionell monarki och landets första konstitution.
Orsakerna till kuppen var den ekonomiska krisen jämsides med en brist på kompetent styre parallellt med en medvetenhet tack vare västerländsk utbildning. Den slutade med att kungahuset gick med på att kompromissa med kuppmakarna, vilket resulterade i införandet av parlamentarism samtidigt som monarkin fick kvarstå som konstitutionell monarki.  